# Pouteria nemorosa
Pouteria nemorosa là một loài thực vật thuộc họ Sapotaceae. Đây là loài đặc hữu của Bolivia.